# Larry Graham
Pour les articles homonymes, voir Graham.
Larry Graham, né le 14 août 1946 à Beaumont dans le Texas, est un chanteur, bassiste et compositeur américain de funk et de pop. On lui doit l'invention de la technique dite du slap (« claquer » en français), qui a permis d'enrichir la palette de sons disponibles sur son instrument de prédilection.

## Biographie

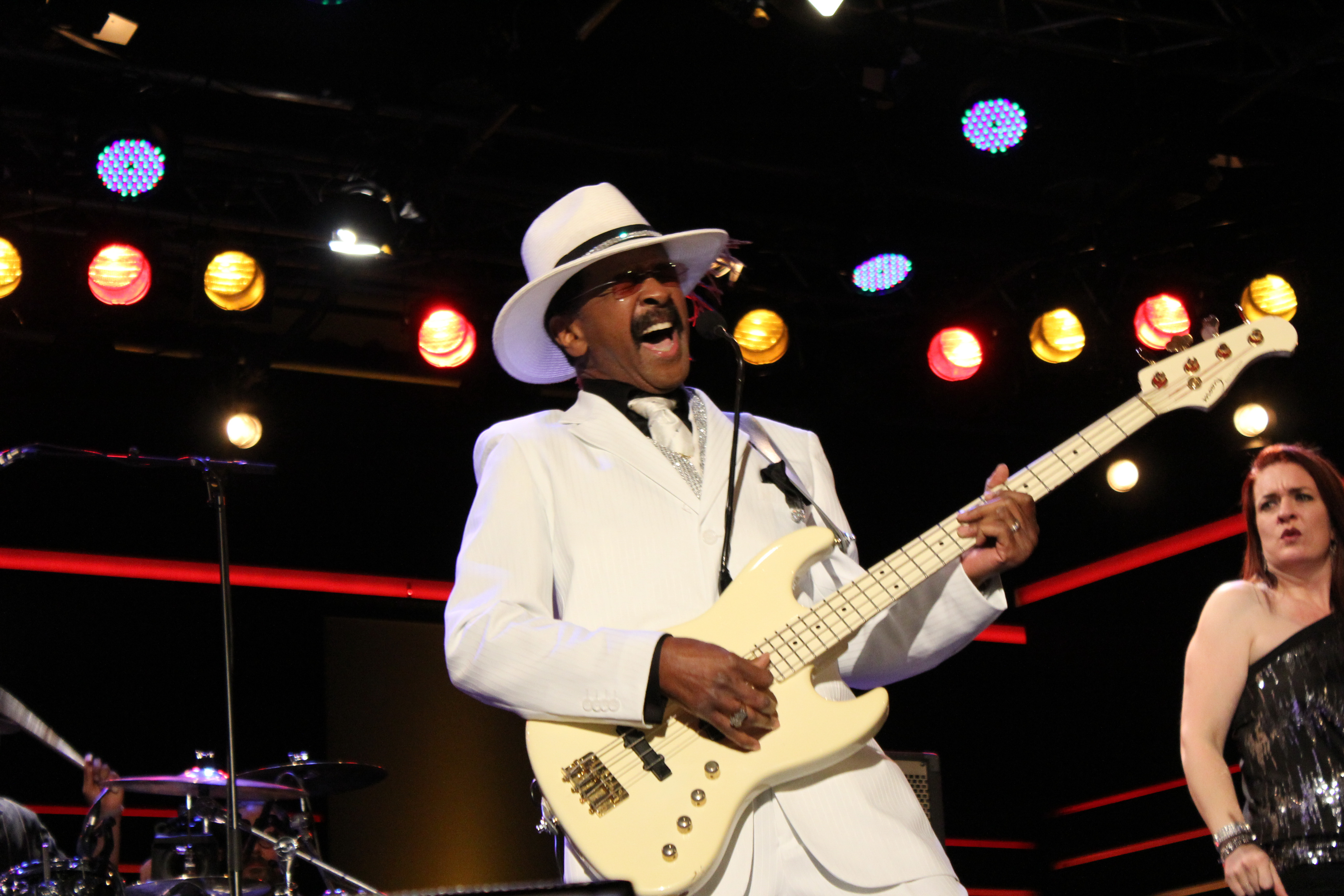
Larry Graham en 2013.

Il joue dans le célèbre groupe de funk psychédélique Sly and the Family Stone de 1967 à 1972, qu'il quitte pour créer sa propre formation, Graham Central Station, qui édite son premier album en 1974 et obtient un succès relatif durant la décennie.
Au début des années 1980, Graham réalise quelques tubes pop en solo tels que One In A Million You, qui atteint la 9e place du classement Billboard. Après une longue période de vache maigre, il fait à nouveau parler de lui en 1998 en assurant les premières parties des concerts de Prince ainsi qu'en publiant son dernier disque en date, GCS 2000, sur le label de ce dernier. Il accompagne le chanteur sur scène comme bassiste attitré en 1999, puis n'effectue plus que quelques apparitions à ses côtés au cours des années 2000. L'influence de la rencontre entre les deux musiciens est considérable puisqu'en tant que Témoin de Jéhovah, Larry Graham contribue largement à la conversion religieuse de Prince.
Il est également un pionnier de l'utilisation des effets sur la basse : il combine souvent une fuzz à un phaser pour des solos apocalyptiques, qui ne sont pas sans rappeler le style du guitariste Jimi Hendrix. 
Sa technique de slap est caractéristique : il fait la part belle à la puissance plutôt qu'à la vitesse. Il frappe ses cordes de telle sorte que son pouce « traverse » la corde au lieu de s'arrêter sur la touche. Certaines de ces lignes ne peuvent même comporter qu'une seule note, mais sa manière de l'accentuer porte la totalité du morceau, par exemple dans la chanson Everyday People de Sly and The Family Stone.
Il utilise des basses de type Jazz Bass fabriquées au Japon par la marque Moon. Ses basses sont nommées Sunshine pour la quatre cordes et Moonshine pour la cinq cordes. Il dispose d'un style vestimentaire singulier : blanc de la tête au pied, dont un chapeau ou une casquette de marin. Il pousse la fantaisie jusqu'à équiper ses basses blanches de cordes dorées.
Il est par ailleurs l'oncle du rappeur Drake.

## Discographie

### Au sein deSly and The Family Stone
| Année | Titre                   |
| ----- | ----------------------- |
| 1967  | A Whole New Thing       |
| 1968  | Life                    |
| 1969  | Stand!                  |
| 1971  | There's a Riot Goin' On |

### À la tête de Graham Central Station
| Année | Titre                           |
| ----- | ------------------------------- |
| 1974  | Graham Central Station          |
| 1974  | Release Yourself                |
| 1975  | Ain't No 'Bout A-Doubt-It       |
| 1976  | Mirror                          |
| 1977  | Now Do-U-Wanta Dance            |
| 1978  | My Radio Sure Sounds Good To Me |
| 1979  | Star Walk                       |
| 1999  | GCS2000                         |
| 2012  | Raise Up                        |

### En solo
| Année | Titre                |
| ----- | -------------------- |
| 1980  | One In A Million You |
| 1981  | Just Be My Lady      |
| 1982  | Sooner Or Later      |
| 1983  | Victory              |
| 1985  | Fired Up             |
| 1997  | By Popular Demand    |

### Albums scéniques
| Année | Titre              |
| ----- | ------------------ |
| 1992  | Live In Japan '92  |
| 1996  | Live In London '96 |

### Compilations
| Année | Titre                                                        |
| ----- | ------------------------------------------------------------ |
| 1996  | The Best Of Larry Graham And Graham Central Station...Vol.1  |
| 2001  | The Jam: The Larry Graham & Graham Central Station Anthology |